# بيتر ستون
بيتر ستون (بالإنجليزية: Peter Stone)‏ هو كاتب وكاتب سيناريو وكاتب مسرحي أمريكي، ولد في 27 فبراير 1930 في لوس أنجلوس في الولايات المتحدة، وتوفي في 26 أبريل 2003 في نيويورك في الولايات المتحدة بسبب تليف رئوي.

## وصلات خارجية
- بيتر ستون على موقع IMDb (الإنجليزية)
- بيتر ستون على موقع ميوزك برينز (الإنجليزية)
- بيتر ستون على موقع أول موفي (الإنجليزية)
- بيتر ستون على موقع قاعدة بيانات برودواي على الإنترنت (الإنجليزية)
- بيتر ستون على موقع قاعدة بيانات برودواي على الإنترنت (الإنجليزية)
- بيتر ستون على موقع قاعدة بيانات برودواي على الإنترنت (الإنجليزية)
- بيتر ستون على موقع قاعدة بيانات الفيلم (الإنجليزية)